# Loch Henry
A Loch Henry a Fekete tükör című brit sci-fi sorozat huszonnegyedik epizódja, amit a sorozat showrunnere, Charlie Brooker írt és Ally Pankiw rendezett. 2023. június 15-én mutatta be a Netflix, a hatodik évad többi részével egyszerre.
Az epizód cselekménye egy fiatal pár, Davis és Pia történetét követi végig, akik hazautaznak Davis skóciai szülőfalujába, hogy egy dokumentumfilmet készítsenek. A választott téma egy brutális gyilkosság elkövetése, ám ez a döntésük komoly következményekkel jár

## Cselekmény
Davis és Pia, akik egy vegyes rasszú pár, ellátogatnak a skóciai Loch Henrybe, ahol Davis özvegy anyja, Janet él. A fiatalok dokumentumfilmet szeretnének forgatni a természetben. Elmennek a helyi kocsmába, amit David régi barátja, Stuart üzemeltet, és aki mesél Piának egy helybeli férfiról, Iain Adairról, aki a kilencvenes években turistákat kínzott és ölt meg, ezzel tönkretéve a hely turizmusát. Davis apja, Kenneth, aki rendőr volt, lett a gyilkos utolsó áldozata, miután megsebesítette őt majd végzett magával és az egész családjával. Kenneth nem közvetlenül a támadásba halt bele, hanem a kórházi fertőzésbe.
Pia azt javasolja, hogy inkább ebből kellene dokumentumfilmet készíteniük. Davis eleinte ellenzi ezt, de miután látja, hogy Stuart és Janet is támogatják őket, belemegy a dologba, Davis, Pia és Stuart betörnek Adair elhagyott házába, és felderítik a pincét, ahol a kínzások történtek - mindezt kézikamerás hatást keltve Janet régi Bergerac VHS-kazettájára rávéve. Hazafelé Davis véletlenül karambolozik, ami miatt az éjszakát a kórházban kell töltenie. Stuart alkoholista apja, Richard is ott van, aki éppen lábadozik, miután leesett a lépcsőn. Azt kéri Davistől, hogy hagyják abba a film forgatását, mert valami nagyon gyanús dolog lengi be az egész ügyet.
Ezalatt Pia felfedezi, hogy a Bergerac-kazettán egy valódi gyilkosság felvételei is látszanak, amelyet Adair követett el, és ebből kiderül az is, hogy Janet és Kenneth a bűntársai voltak. Pia elmenekül a házból, hogy megpróbálja utolérni valahogy Davist, miközben Janet követi őt. Nem tudja elkapni, de amikor Pia egy folyón keresztül próbál továbbmenni, elesik, beveri a fejét egy kőbe és meghal. Janet, aki úgy véli, hogy ezután a titkuk napvilágra fog kerülni, felakasztja magát, de még előtte összegyűjti az összes bizonyítékot, ami a bűncselekményekre utal.
Az epizód végén kiderül, hogy egy dokumentumfilm mégis készült a történtekről, amelyből kiderül, hogy Davis szülei voltak az igazi bűnösök és ők ölték meg az Adair-családot is. A film új népszerűséget hoz Loch Henrynek, BAFTA-díjat nyer, és a megfilmesítés is tervbe van véve. A dokumentumfilm rendezője nem más, mint Davis, akit még mindig traumatizálnak az események - visszatérve a hotelszobájába újra elolvassa anyja búcsúlevelét: "A filmedhez. Anya.".

## Szereplők
| Szerep           | Színész         | Magyar hang   |
| ---------------- | --------------- | ------------- |
| Davis McCardie   | Samuel Blenkin  | Kenéz Ágoston |
| Pia Koreshi      | Myha'la Herrold | Lamboni Anna  |
| Stuart King      | Daniel Portman  | Jánosi Ferenc |
| Richard King     | John Hannah     | Rosta Sándor  |
| Janet McCardie   | Monica Dolan    | Csomor Csilla |
| Kenneth McCardie | Gregor Firth    |               |
| Kate Cezar       | Ellie White     | Bognár Anna   |
| Iain Adair       | Tom Crowhurst   |               |
| Színésznő        | Weruche Opia    |               |

## Az epizód készítése
Megírása során Charlie Brooker a valódi bűntényeket bemutató dokumentumfilmekből inspirálódott, észrevéve, hogy mennyire a mozifilmek és a művészfilmek irányába mozdult el a megvalósításuk, amely elfedi ezeknek a történeteknek a szörnyűségét. Azt is megfigyelte, hogy a bűntényekről rendelkezésre álló felvételek korlátozottsága miatt a játékidőt gyakran töltik ki tájképekkel, és hogy a régies hatású képi világot is túlfetisizálják. Mindezekkel a borzalmakból gyártanak szórakoztató tartalmat.
Ez az első Fekete tükör-epizód, amely Skóciában játszódik. A tónál felvett jelenetek a Loch Lomondnál készültek, de ezenkívül 18 másik helyen is zajlott a forgatás, túlnyomórészt Arrocharban. Loch Henry főutcáját Inverarayban rendezték be, a kilencvenes évek stílusában.

## Forráshivatkozások
1. ↑  „Charlie Brooker explains the inspiration behind the Black Mirror episode 'Loch Henry' | BAFTA On Set” (hu-HU nyelven).
2. ↑  Is Loch Henry a Real Place in ‘Black Mirror’? (angol nyelven). Netflix Tudum. (Hozzáférés: 2023. augusztus 4.)
3. ↑  Tiwari, Vidushi: In Pictures: Scots town transformed into 90s set for 'Netflix series' (brit angol nyelven). STV News, 2022. szeptember 7. (Hozzáférés: 2023. augusztus 4.)

## Fordítás
Ez a szócikk részben vagy egészben  a   Loch Henry című angol Wikipédia-szócikk ezen változatának fordításán alapul.  Az eredeti cikk szerkesztőit annak laptörténete sorolja fel. Ez a jelzés csupán a megfogalmazás eredetét és a szerzői jogokat jelzi, nem szolgál a cikkben szereplő információk forrásmegjelöléseként.